# Premi Cóndor de Plata al millor llargmetratge documental
El Premi Cóndor de Plata al millor llargmetratge documental és un dels guardons lliurats anualment per l'Asociación de Cronistas Cinematográficos de la Argentina.
Està destinat a distingir a les millors pel·lícules documentals que van ser estrenades en l'últim any en la República Argentina.
Ha estat lliurat des del 50° lliurament dels Premis Còndor de Plata, la qual es va dur a terme l'any 2002.
Alguns noms que es destaquen en aquesta categoria són el del director Fernando "Pino" Solanas, ja que les seves produccions han estat ternadas un total de sis vegades, aconseguint una victòria l'any 2012; així com el de Lorena Muñoz, Fernando Molnar i Sebastián Schindel, que han aconseguit dos premis cadascun.

## Guanyadors i nominats

### Dècada del 2000
| Any                                     | Pel·lícula                                          | Direcció                                             | Ref.  |
| 2002                                    |                                                     |                                                      |       |
| --------------------------------------- | --------------------------------------------------- | ---------------------------------------------------- | ----- |
| 2002                                    | Rerum Novarum                                       | Sebastián Schindel, Fernando Molnar i Nicolás Batlle | [ 1 ] |
| 2002                                    | (H) Historias de sexo de gente Común                | Guillermo Gauna                                      | [ 2 ] |
| 2002                                    | Saluzzi, ensayo para bandoneón y tres hermanos      | Daniel Rosenfeld                                     | [ 2 ] |
| 2002                                    | Van Van, empezó la fiesta                           | Liliana Mazure i Aarón Vega                          | [ 2 ] |
| 2004                                    |                                                     |                                                      |       |
| Yo no sé qué me han hecho tus ojos      | Lorena Muñoz i Sergio Wolf                          | [ 3 ]                                                |       |
| Abrazos, Tango en Buenos Aires          | Daniel Rivas                                        | [ 4 ]                                                |       |
| Bonanza                                 | Ulises Rosell                                       | [ 4 ]                                                |       |
| Ciudad de María                         | Enrique Bellande                                    | [ 4 ]                                                |       |
| Raúl Barboza, el sentimiento de abrazar | Silvia Di Florio                                    | [ 4 ]                                                |       |
| Sol de noche                            | Pablo Milstein i Norberto Ludin                     | [ 4 ]                                                |       |
| 2005                                    |                                                     |                                                      |       |
| Trelew                                  | Mariana Arruti                                      | [ 5 ]                                                |       |
| Deuda                                   | Jorge Lanata i Andrés Schaer                        | [ 6 ]                                                |       |
| El tren blanco                          | Nahuel García, Sheila Pérez Gimenez i Ramiro García | [ 6 ]                                                |       |
| Memoria del saqueo                      | Fernando Solanas                                    | [ 6 ]                                                |       |
| Nietos (Identidad y memorial)           | Benjamín Ávila                                      | [ 6 ]                                                |       |
| 2006                                    |                                                     |                                                      |       |
| Oro Nazi en Argentina                   | Rolo Pereyra                                        | [ 7 ]                                                |       |
| La dignidad de los nadies               | Fernando "Pino" Solanas                             | [ 8 ]                                                |       |
| Sed, invasión gota a gota               | Mausi Martínez                                      | [ 8 ]                                                |       |
| Tango, un giro extraño                  | Mercedes García Guevara                             | [ 8 ]                                                |       |
| 2007                                    |                                                     |                                                      |       |
| Cándido López. Los campos de batalla    | José Luis García                                    | [ 9 ]                                                |       |
| Bialet Masse, un siglo después          | Sergio Iglesias                                     | [ 10 ]                                               |       |
| Fuerza Aerea S.A.                       | Enrique Piñeyro                                     | [ 10 ]                                               |       |
| Si sos brujo: Una historia de tango     | Caroline Neal                                       | [ 10 ]                                               |       |
| 2008                                    |                                                     |                                                      |       |
| Los próximos pasados                    | Lorena Muñoz                                        | [ 11 ]                                               |       |
| Argentina Beat                          | Hernán Gaffet                                       | [ 12 ]                                               |       |
| Argentina latente                       | Fernando Solanas                                    | [ 12 ]                                               |       |
| Cocalero                                | Alejandro Landes                                    | [ 12 ]                                               |       |
| Estrellas                               | Federico León i Marcos Martínez                     | [ 12 ]                                               |       |
| 2009                                    |                                                     |                                                      |       |
| 4 de Julio: La Masacre de San Patricio  | Juan Pablo Young i Pablo Zubizarreta                | [ 13 ]                                               |       |
| Café de los maestros                    | Miguel Kohan                                        | [ 14 ]                                               |       |
| Imaginadores                            | Daniela Fiore                                       | [ 14 ]                                               |       |
| La próxima estación                     | Pino Solanas                                        | [ 14 ]                                               |       |
| Licencia N°1                            | Matilde Michanié                                    | [ 14 ]                                               |       |

### Dècada del 2010
| Any                                           | Pel·lícula                                                                     | Direcció                                         | Ref.   |
| 2010                                          |                                                                                |                                                  |        |
| --------------------------------------------- | ------------------------------------------------------------------------------ | ------------------------------------------------ | ------ |
| 2010                                          | Mundo alas                                                                     | León Gieco, Sebastián Schindel i Fernando Molnar | [ 15 ] |
| 2010                                          | Haroldo Conti, homo viator                                                     | Miguel Mato                                      | [ 16 ] |
| 2010                                          | Norma Arrostito, la Gaby                                                       | Luis César D'Angiolillo                          | [ 16 ] |
| 2010                                          | Tierra sublevada: Oro impuro                                                   | Fernando E. Solanas                              | [ 16 ] |
| 2010                                          | Unidad 25                                                                      | Alejo Hoijman                                    | [ 16 ] |
| 2011                                          |                                                                                |                                                  |        |
| Ernesto Sabato, mi padre                      | Mario Sabato                                                                   | [ 17 ]                                           |        |
| Che, un hombre nuevo                          | Tristán Bauer                                                                  | [ 18 ]                                           |        |
| El rati horror show                           | Enrique Piñeyro i Pablo Tesoriere                                              | [ 18 ]                                           |        |
| Huellas y memoria de Jorge Preloran           | Fermin Álvarez Rivera                                                          | [ 18 ]                                           |        |
| Pecados de mi padre                           | Nicolas Entel                                                                  | [ 18 ]                                           |        |
| 2012                                          |                                                                                |                                                  |        |
| Tierra sublevada 2: Oro negro                 | Fernando E. Solanas                                                            | [ 19 ]                                           |        |
| AU3 (Autopista Central)                       | Alejandro Hartmann                                                             | [ 20 ]                                           |        |
| Hachazos                                      | Andrés Di Tella                                                                | [ 20 ]                                           |        |
| Tata Cedrón, el regreso de Juancito Caminador | Fernando Pérez Vacchini                                                        | [ 20 ]                                           |        |
| Un tren a Pampa Blanca                        | Rodolfo Pochat                                                                 | [ 20 ]                                           |        |
| 2013                                          |                                                                                |                                                  |        |
| El etnógrafo                                  | Ulises Rosell                                                                  | [ 21 ]                                           |        |
| El impenetrable                               | Daniele Incalterra i Fausta Quattrini                                          | [ 22 ]                                           |        |
| La Caracas                                    | Andrés Cedrón                                                                  | [ 22 ]                                           |        |
| Maradona, médico de la selva                  | Martín Serra                                                                   | [ 22 ]                                           |        |
| Tierra de los padres                          | Nicolás Prividera                                                              | [ 22 ]                                           |        |
| 2014                                          |                                                                                |                                                  |        |
| Mercedes Sosa, la voz de Latinoamérica        | Rodrigo Vila                                                                   | [ 23 ]                                           |        |
| Cracks de nácar                               | Edgardo Dieleke i Daniel Casabé                                                | [ 24 ]                                           |        |
| El gran simulador                             | Néstor Frenkel                                                                 | [ 24 ]                                           |        |
| La chica del sur                              | José Luis García                                                               | [ 24 ]                                           |        |
| NK                                            | Adrián Caetano                                                                 | [ 24 ]                                           |        |
| ¿Quién mató a Mariano Ferreyra?               | Julián Morcillo i Alejandro Rath                                               | [ 24 ]                                           |        |
| 2015                                          |                                                                                |                                                  |        |
| Pichuco                                       | Martín Turnes                                                                  | [ 25 ]                                           |        |
| Amancio Williams                              | Gerardo Panero                                                                 | [ 26 ]                                           |        |
| I Am Mad                                      | Baltazar Tokman                                                                | [ 26 ]                                           |        |
| La ballena va llena                           | Marcelo Céspedes, Daniel Santoro Juan Carlos Capurro, Juan Cedrón y Pedro Roth | [ 26 ]                                           |        |
| Ramón Ayala?                                  | Marcos López                                                                   | [ 26 ]                                           |        |
| 2016                                          |                                                                                |                                                  |        |
| La calle de los pianistas                     | Mariano Nante                                                                  | [ 27 ]                                           |        |
| Damiana Kryygi                                | Alejandro Fernández Mouján                                                     | [ 28 ]                                           |        |
| La sombra                                     | Javier Olivera                                                                 | [ 28 ]                                           |        |
| Merello x Carreras                            | Victoria Carreras                                                              | [ 28 ]                                           |        |
| NEY, Nosotros, ellos y yo                     | Nicolás Avruj                                                                  | [ 28 ]                                           |        |
| 2017                                          |                                                                                |                                                  |        |
| Favio, crónica de un director                 | Alejandro Venturini                                                            | [ 29 ]                                           |        |
| Contra Paraguay                               | Federico Sosa                                                                  | [ 30 ]                                           |        |
| Guido Models                                  | Julieta Sanz                                                                   | [ 30 ]                                           |        |
| Los cuerpos dóciles                           | Matías Scarvaci y Diego Gachasín                                               | [ 30 ]                                           |        |
| Pibe chorro                                   | Andrea Testa                                                                   | [ 30 ]                                           |        |
| 2018                                          |                                                                                |                                                  |        |
| Cuatreros                                     | Albertina Carri                                                                | [ 31 ]                                           |        |
| Carne propia                                  | Alberto Romero                                                                 | [ 32 ]                                           |        |
| El futuro perfecto                            | Nele Wohlatz                                                                   | [ 32 ]                                           |        |
| Los sentidos                                  | Marcelo Burd                                                                   | [ 32 ]                                           |        |
| Soler                                         | Manuel Abramovich                                                              | [ 32 ]                                           |        |
| 2019                                          |                                                                                |                                                  |        |
| El silencio es un cuerpo que cae              | Agustina Comedi                                                                | [ 33 ]                                           |        |
| Mujer Nómade                                  | Martín Farina                                                                  | [ 34 ]                                           |        |
| No viajaré escondida                          | Pablo Hernán Zubizarreta                                                       | [ 34 ]                                           |        |
| Piazzolla, los años del tiburón               | Daniel Rosenfeld                                                               | [ 34 ]                                           |        |
| Teatro de guerra                              | Lola Arias                                                                     | [ 34 ]                                           |        |